# Atirau
Atirau (kazak: Атырау, Atyraý; orosz: Атырау) város Kazahsztánban, az Urál folyó torkolatánál, a Kaszpi-tenger északi partjának közelében. Az azonos nevű terület (oblıs) központja. 1991-ig az orosz neve Gurjev (Гу́рьев) volt. Atirau egy transzkontinentális város, mivel az Urál folyó osztja ketté, mely Ázsia és Európa határának számít.

## Fekvése
A Kaszpi-tenger mellett, az Urál folyó torkolatánál fekszik, Almatitól 2700 km-rel nyugatra és 351 km-re az orosz Asztrahán városától. 

## Története
A folyó torkolatánál fekvő fa erődöt 1645-ben a Jaroszlavlból származó Gury Nazarov orosz kereskedő alapította, aki Xiva (Khiva) és Buhara kereskedelmére szakosodott. Az erődöt a jajki kozákok lerombolták, de a Guriev család kőből (1647–62) újjáépítette. 1699-ben és 1668-ban Stepan Razin kozák-lázadó tartotta hatalmában a várost. Az erőd később fokozatosan elvesztette stratégiai jelentőségét, majd 1810-ben lebontották. 1708 és 1992 között a város Guriev néven volt ismert.
A modern Atirau híres olaj- és halágazatáról. A városnak a 2007 évi népszámláláskor 154 100 lakosa volt (2007), a város etnikai összetétele 90%  kazah, a többiek többnyire oroszok és más etnikai csoportok, főleg tatárok és ukránok.

## Éghajlat
Éghajlata kontinentális, a tél zord és hideg, a nyár forró és száraz. A csapadékmennyiség évente átlagosan 150-200 mm.

## Népesség
A város lakosságának változása:
| 1959   | 1970    | 1979    | 1989    | 1999    | 2009    | 2014    |
| ------ | ------- | ------- | ------- | ------- | ------- | ------- |
| 78 143 | 114 277 | 130 916 | 149 261 | 142 497 | 165 387 | 195 674 |

### Népcsoportok
2014-es adatok alapján a város és környékének etnikai csoportjai a következők:
| összesen | kazah   | orosz  | koreai | tatár | üzbég | ukrán | német | más   |
| -------- | ------- | ------ | ------ | ----- | ----- | ----- | ----- | ----- |
| 280 600  | 239 905 | 29 616 | 2 945  | 1 952 | 1 055 | 735   | 407   | 3 985 |